# Ocladius
Ocladius är ett släkte av skalbaggar. Ocladius ingår i familjen Brachyceridae.

## Dottertaxa tillOcladius, i alfabetisk ordning[1]
- Ocladius abyssinicus
- Ocladius aegyptiacus
- Ocladius alluaudi
- Ocladius armipes
- Ocladius asserculaticollis
- Ocladius baccicollis
- Ocladius barani
- Ocladius basalis
- Ocladius bifasciatus
- Ocladius bimaculatus
- Ocladius bufo
- Ocladius camelus
- Ocladius caroli
- Ocladius castaneipennis
- Ocladius coccosus
- Ocladius coquereli
- Ocladius costicollis
- Ocladius costiger
- Ocladius costulipennis
- Ocladius cyanipennis
- Ocladius deyrollei
- Ocladius dichrous
- Ocladius diversepunctatus
- Ocladius diversesculptus
- Ocladius diversesulcatus
- Ocladius engelhardi
- Ocladius fasciculatus
- Ocladius foveatus
- Ocladius frontalis
- Ocladius glomeris
- Ocladius goudoti
- Ocladius granosus
- Ocladius hirtipennis
- Ocladius holomelas
- Ocladius impressus
- Ocladius inaequalicollis
- Ocladius interstitialis
- Ocladius lacunatus
- Ocladius laevipennis
- Ocladius lobicollis
- Ocladius lomii
- Ocladius longepilosus
- Ocladius luctuosus
- Ocladius maculipes
- Ocladius maculosa
- Ocladius maculosus
- Ocladius madecassus
- Ocladius nitidus
- Ocladius obliquesetosus
- Ocladius perrieri
- Ocladius pertusus
- Ocladius plicicollis
- Ocladius pusillus
- Ocladius quadriseriatus
- Ocladius rhodesianus
- Ocladius rubriventris
- Ocladius ruficornis
- Ocladius rufipes
- Ocladius rufithorax
- Ocladius rugosipennis
- Ocladius rupicolus
- Ocladius salicorniae
- Ocladius sapeti
- Ocladius senex
- Ocladius senilis
- Ocladius seriatus
- Ocladius seriefoveatus
- Ocladius serripes
- Ocladius setipes
- Ocladius sharpi
- Ocladius speculiferus
- Ocladius subcarinatus
- Ocladius subelongatus
- Ocladius subfasciatus
- Ocladius subtuberculatus
- Ocladius subundulatus
- Ocladius sulcicollis
- Ocladius sulcipes
- Ocladius textilis
- Ocladius tricarinatus
- Ocladius trinotatus
- Ocladius tuberculatus
- Ocladius walkeri
- Ocladius variabilis
- Ocladius vau
- Ocladius ziczac
- Ocladius zonatus